# Гонатас, Стилианос
Стилианос Гонатас (греч. Στυλιανός Γονατάς; 15 августа 1876, Патры — 29 марта 1966, Афины) — греческий офицер и политик. Был премьер-министром Греции революционного правительства в период 1922—1924 годов.

## Биография
Стилианос Гонатас родился в городе Патры в 1876 году. Гонатас был сыном юриста и члена Ареопага (Верховного суда) Эпаминонда Гонатаса и внуком Стилианоса Гонатаса, также офицера сухопутных войск. Гонатас окончил гимназию в Патрах. В 1892 году поступил в Военное училище эвэлпидов, которое окончил первым на своём курсе, через 5 лет.

## Борьба за Македонию
Лейтенант Стилианос Гонатас принял участие в Борьбе за Македонию (1907—1909):259. Но он был направлен в греческое консульство Адрианополя во Фракии и его деятельность была ограничена сбором информации и пропагандой:72.

## В действующей армии
Врнувшись в Греческое королевство, принял участие в антимонархическом офицерском движении в афинском квартале Гуди (15 августа 1909 года) и был назначен офицерским «Военным советом» адъютантом вождя революции, полковника Николаоса Зорбаса. Впоследствии Гонатас, первоначально как начальник штаба корпуса армии, а затем как командир дивизии, в звании полковника, принял участие в Балканских войнах, в Украинском походе греческой армии, совершённом по просьбе Антанты в поддержку Белого движения и в малоазийском походе, также инициированном Антантой. В 1919 году, по мандату Антанты, Греция заняла западное побережье Малой Азии. В дальнейшем Севрский мирный договор 1920 года закрепил контроль региона за Грецией, с перспективой решения его судьбы через 5 лет, на референдуме населения:16. Завязавшиеся здесь бои с кемалистами приобрели характер войны, которую греческая армия была вынуждена вести уже в одиночку. Из союзников, Италия, с самого начала поддерживала кемалистов, Франция, решая свои задачи, стала также оказывать им поддержку. Греческая армия прочно удерживала свои позиции. Геополитическая ситуация изменилась коренным образом и стала роковой для греческого населения Малой Азии после парламентских выборов в Греции, в ноябре 1920 года. Под лозунгом «мы вернём наших парней домой» и получив поддержку, значительного в тот период, мусульманского населения, на выборах победила монархистская «Народная партия». Возвращение в Грецию германофила Константина освободило союзников от обязательств по отношению к Греции. Уинстон Черчилль, в своей работе «Aftermath» (стр. 387—388) писал: «Возвращение Константина рассторгло все союзные связи с Грецией и аннулировало все обязательства, кроме юридических. С Венизелосом мы приняли много обязательств. Но с Константином, никаких. Действительно, когда прошло первое удивление, чувство облегчения стало явным в руководящих кругах. Не было более надобности следовать антитурецкой политике»:30.
Правление монархистов завершилось поражением армии и резнёй и изгнанием коренного населения Ионии. Современный английский историк Дуглас Дакин винит в исходе войны правительство, но не греческую армию, и считает, что даже в создавшихся неблагоприятных условиях, «как и при Ватерлоо, исход мог повернуться как в эту, так и в другую сторону»:357:357.
В августе 1922 года полковник Гонатас, командуя 2-й дивизией Афин, вместе с 13-й дивизией, которой командовал полковник Пластирас, Николаос, держал оборону на полуострове Эритрея (Чешме), обеспечивая эвакуацию экспедиционного корпуса из Малой Азии:356.

## Революция 1922 года
Воинские части перешедшие в порядке на острова Хиос и Лесбос, а также разрозненные солдаты и офицеры и первые беженцы требовали строгого наказания виновных катастрофы. Офицеры сформировали «Революционный комитет». Лидером комитета представлялся Гонатас, но действительным лидером был полковник Пластирас, заслуживший за годы войны, в армии и в народе, прозвище «Чёрный всадник». Комитет состоял из 12 офицеров:386, но вождями были трое: Пластирас, Гонатас и капитан Фокас, Димитриос.
Когда новости о революционном комитете дошли до Афин, король Константин обратился к генералу Метаксасу с просьбой сформировать новое правительство. Метаксас согласился, при условии участия в правительстве коммунистов, «поскольку только они могли противостоять риторике Пластираса и только коммунистов солдаты будут теперь слушаться». Метаксас лично посетил заключённого в тюрьму за антивоенную пропаганду лидера коммунистов, юриста и историка Яниса Кордатоса:387, но последний отказался от предложенной политической западни.
28 августа (10 сентября) 1922 года король Константин распустил правительство Протопападакиса. В то время как Константину поступали предложения назначить премьером Венизелоса или Метаксаса, король доверил пост премьер-министра своему комиссару в Константинополе, Триандафиллакосу:357.
13—26 сентября армейский аэроплан разбросал над греческой столицей листовки с подписью Гонатаса, требуя от имени армии, флота и населения Хиоса и Лесбоса низложения Κонстантина в пользу наследника.
Через несколько дней, в порт Лаврион вошёл броненосец «Лемнос», с Революционным комитетом на борту. Комитет, в ультимативной форме, потребовал исполнения требований Гонатаса. В тот же день, как представители временных властей, в Афины прибыли генералы Мазаракис, Гаргалидис и Пангалос. В столицу вступили 12 тысяч солдат революционных частей:357.
Восстание армии, которое быстро распространилось по всей стране, вынудило правительство Триандафиллакоса 26 сентября подать в отставку. Одновременно, король Константин оставил свой трон, в пользу своего сына, наследного принца Георга II. Революционный комитет арестовал министров предыдущего правительства и, если бы не вмешательство послов Франции и Британии, министры были бы расстреляны на месте. Революционный комитет дал обещания послу Британии, что власть будет передана гражданскому правительству:358. Первоначально революционный комитет назначил премьер-министром Александра Заимиса, но тот был ещё в Вене. В силу этого был избран Сотириос Крокидас, который однако в этот период был вне Афин.
По этой причине премьер-министром был предложен генерал-лейтенант Анастасиос Хараламбис, который оставался на этом посту один день, до возвращения и присяги Крокидаса. Крокидас стал премьер-министром страны 17 сентября 1922 года.
В последовавший период, страной, в действительности, правило не правительство Крокидаса, а Революционный комитет офицеров революции 11 сентября 1922. В период правления правительства Крокидаса прошла бо́льшая часть Процесса шести.
В октябре 1922 года, чрезвычайный военный трибунал, под председательством А. Отонеоса, приговорил к смерти на Процессе шести Д. Гунариса, П. Протопападакиса, Н. Стратоса, Г. Балтадзиса, Н. Теотокиса и Г. Хадзианестиса:359. Крокидас подал в отставку 14 ноября 1922 года, выразив несогласие с предложенным расстрелом шести. Приговор был приведён в исполнение 15 ноября 1922 года.
14 (27) ноября 1922 года Гонатас возглавил новое правительство. Портфель военного министра принял Пангалос:359:395.

## Премьер-министр революционного правительства
На Муданийской конференции бывшие союзники, ещё до прибытия греческой делегации, согласовали, а затем обязали греческое правительство оставить без боя Восточную Фракию.
2 октября греческая армия и греческое население начало эвакуацию из Восточной Фракии:396.
На конференции ноября 1922 года Грецию представлял Венизелос. До начала конференции, Пластирас и Гонатас инстуктировали Венизелоса не быть уступчивым, поскольку армия была реорганизована и была готова победить турок во Фракии.
Тем более, что информация о турецких зверствах в Малой Азии и о резне в Смирне и смерти митрополита Хризостома обязывала бывших союзников быть более дружественными по отношению к Греции:396.
Правительство Гонатаса решило, что если до 27 мая 1923 года турки не уступят его требованиям, перемирие будет прервано и 28 мая греческая армия вновь вступит в Восточную Фракию.
Для соблюдения конституционных формальностей, 27 мая 1923 года Γонатас посетил короля для объявления денонсации перемирия и вступления армии в Восточную Фракию.
Но уже 26 мая, под британским давлением и осознав реальную обстановку, Инёню, Исмет сделал Венизелосу предложения, которые могли быть приняты.
Венизелос принял их, что по выражению Т. Герозисиса «вероятно было ошибкой» и послал телеграмму правительству Гонатаса.
Телеграмма была получена 27 мая, в день когда король был информирован о решении начать войну.
Спешка Βенизелоса объясняется вовсе не сомнениями в греческой победе в Βосточной Фракии, а его опасениями о возможности осуществления «социалистической революции или молодой компартией Греции или левыми офицерами», учитывая присутствие в стране сотен тысяч беженцев и непрекращающегося брожения в армии:397.
Премьер министр Гонатас и лидер революции Пластирас, в отличие от Пангалоса,
приняли соглашение подписанное Венизелосом.
Пангалос информировал правительство, что он не намерен следовать букве соглашения и при первом случае даст приказ армии вступить в Восточную Фракию.
Пластирас был вынужден предупредить командиров соединений на севере не следовать его указаниям.
Пангалос начал готовить переворот против Пластираса-Гонатаса, но убедившись что командиры соединений не последуют за ним подал в отставку в июне 1923 года.
24 июля было подписан Лозаннский мирный договор, установивший, кроме прочего, сегодняшние границы между Грецией и Турцией:398.
Гонатас не хотел упразднения монархии и не собиралия ставить конституционный вопрос на выборах назначенных на декабрь 2013 года:405.
Но вопрос был спровоцирован «по глупости правых», во время предвыборного митинга 9 декабря, который перерос в «безумную попытку» взятия власти.
В результате, выборы приняли характер референдума и Военный совет офицеров потребовал от правительства Гонатаса низложения династии Гликсбургов.
18 декабря королевская чета покинула Грецию и адмирал Кунтуриотис, Павлос, второй раз в своей жизни, стало королевским регентом:409.
11 января 1924 года правительство возглавил Элефтериос Венизелос.

## Дальнейшая политическая карьера
На выборах сената 21 апреля 1929 года Гонатас был избран первым сенатором в номах Аттики и Беотии. В тот же период он был назначен правителем Македонии и македонской столицы, города Фессалоники (16 декабря 1929 года — 4 ноября 1932 года). Впоследствии, он трижды был избран председателем Сената (4 ноября 1932 года, 1 апреля 1933 года и 8 марта 1934 года), оставаясь на этом посту до 1 апреля 1935 года, когда Сенат был упразднён.
Гонатас был замешан в движении сторонников Венизелоса 1 марта 1935 года, но не был среди активных участников мятежа.
После установления диктатуры генерала Метаксаса и восстановления монархии в 1936 году, Гонатас был арестован в 1938 году и был сослан, первоначально на остров Миконос, а затем, в 1939 году, на остров Сирос, где оставался до начала греко-итальянской войны в 1940 году.

## С Квислингами
Во время победоносной для греческого оружия греко-итальянской войны 1940—1941 годов, 64-летний Гонатас не был отозван в армию, как по возрасту, так и из политических соображений.
Греческие победы вынудили Гитлера вмешаться для спасения своего союзника.
Немногим более месяца до немецкого вторжения в Грецию, 23 февраля 1941 года, Гонатас, Пангалос и несколько других офицеров были арестованы по подозрению, что «может быть пытались войти контакт с немцами, чтобы остановить греко-итальянскую войну и, при необходимости, организовать филогерманское движение»:544.
С началом тройной, германо-итало-болгарской, оккупации Греции, 6 мая 1941 года Гонатас был в числе политиков «изолированных от народа» и военных " изолированных от младших офицеров, совершивших греческое чудо в Албании, которые приняли участие в встрече организованной греческим «квислингом» Цолакоглу.
Участники встречи пришли к заключению, что «правительство Необходимости должно быть поддержано всеми греками, без оговорок и искренне»:564.
«Партия консервативных либералов», которой руководил Гонатас, как и большинство довоенных партий, бездействовала. Инициативу по организации Национального сопротивления взяла на себя Коммунистическая партия Греции, имевшая опыт подпольной борьбы:576.
В сентябре 1941 года, делегация компартии встретилась с представителями других партий, в том числе встретилась с Гонатасом, представлявшим маленькую партию Консервативных либералов:580.
Гонатас был антимонархистом, антисемитом и, по выражению историка Т.Герозисиса, «естественно» антикоммунистом.
Гонатас, как и другие политики и высшие офицеры, «ничего не осознавал в новой образовавшейся обстановке» и отказался от сотрудничества с коммунистами.
Он заявил офицерам коммунистам, встретившихся с ним, «что создание национально-освободительной организации в направлении вооружённой борьбы против немцев является чистым безумием и что он призовёт патриотов офицеров организовать военные части, даже под командованием Цолакоглу, чтобы раздавить мятеж в зародыше».
Реакция Гонатаса была характерной для политических представителей буржуазных партий и проявляла их страх, что вооружённое сопротивление будет угрожать их власти в ходе самого сопротивления, но в основном после освобождения. Эти идеи привели часть политиков к сотрудничеству с оккупантами и предательству:581.

## Батальоны безопасности
В апреле 1943 года было сформировано третье правительство квислингов, во главе с И. Раллисом.
Герозисис пишет, что Раллис был опытным политиком и чтобы принять этот пост он посоветовался с главным представителем британской политики в Греции, архиепискомом Дамаскином и политиками типа Гонатаса:626.
Раллис и его правительство «пошли дальше по пути предвтельства».
29 июня началось формирование 4-х «Батальонов безопасности».
Через несколько месяцев численность этих «Батальонов» будет доведена до 15 тысяч человек.
На момент освобождения Греции эти батальоны насчитывали около 30 тысяч человек.
Провозглашённой целью «Батальонов» был «общественный режим», за которым стояли британские интересы, интересы крупной греческой буржуазии и греческого королевского двора.
Герозисис перечисляет группы стоявшие за этими батальонами в таком порядке:627:
- Правительство квислингов и оккупационные власти.
- Английское правительство.
- Эмиграционное греческое правительство в Каире.
- В начале их создания, лично генералы Гонатас, Пангалос и другие высшие офицеры, их друзья[10][11]

Планы Гонатаса предусматривали, что «Батальоны» позволят избежать победы Народно-освободительной армии Греции и компартии в Греции, и, с другой стороны, насыщая Батальоны бывшими офицерами -венизелистами, после окончания войны его политическая партия сможет говорить с позиции силы в случае возвращения короля в страну.
Среди прочего, Гонатас был обвинён в убийстве члена руководства организации сопротивления Народная республиканская греческая лига Д. Яннакопулоса.
Однако вскоре, после зверств против греческого населения, осуществлённых Батальонами, а также доминирования в них роялистов и крайне-правых, Гонатас стал держать дистанцию от Батальонов.

## После освобождения
После освобождения Греции в октябре 1944 года, бывшие Батальоны безопасности квислингов приняли участие на стороне британских войск в боях против Народно-освободительной армии Греции в декабре 1944 года.
Сохранявшаяся напряжённость была одной из причин того, что по указанию Черчилля, 3 января 1945 года премьер-министром Греции стал, проживавший долгие годы во Франции, Пластирас.
Пластирас был далёк от сложившейся в годы оккупации новой политической реальности.
Пластирас назначал номархов по подсказке Гонатаса, не обращая внимание на то, что Гонатас был обвиняем в сотрудничестве в оккупантами. Многие из протеже Гонатаса также были сотрудниками оккупантов.
Но Пластирас стал задумываться почему такие офицеры как Сарафис сотрудничают с «бандитами». Вскоре другие офицеры, такие как Александрос Отонеос, которому он доверял также как Гонатосу, вырвали Пластираса из изолирующего кольца и дали ему правдивую информацию:804.
На выборах 31 марта 1946 года голосовало не более 30 % избирателей:811.
Гонатас принял участие в выборах, сотрудничая с Народной партией по всей Греции и избрав 30 депутатов парламента.
В сформированном после выборов правительстве Константина Цалдариса Гонатас принял портфель министра публичных работ (18 апреля 1946 года — 24 января 1947 года)
На референдуме 1 сентября 1946 года о возвращении короля в Грецию Гонатас и его партия поддержали возвращение короля.
Начавшаяся в 1946 году Гражданская война подтвердила тот факт, что Британия уже была не в состоянии удерживать контроль над Грецией и контроль перешёл к США.
Королевский двор и американцы сумели в январе 1947 года сформировать правительство широкого политического единства, под руководством премьер-министра Димитриоса Максимоса.
В правительство был включён и Гонатас:844, приняв портфель министра публичных работ и оставаясь на этом посту до 29 августа 1947 года

## Последние годы
Партия Гонатаса была распущена перед выборами 20 января 1950. На этих выборах Гонатас баллотировался от Партии либералов, но впервые в его политической карьере не был избран.
В 1958 году он издал Мемуары Стилианоса Гонатаса 1897—1957.
Гонатас умер в Афинах в 1966 году в возрасте 90 лет.
Его дочь, Ангелики, была замужем за профессором юриспруденции Г. А. Мангакисом.

## Награды
В январе 1924 года Стилианос Гонатас, по предложению Э. Венизелоса был награждён регентом П. Кунтуриотисом Большим крестом Ордена Спасителя, за вклад в революцию 1922 года, а также за обустройство 1.500.000 греческих беженцев из Малой Азии и Восточной Фракии.